# Бургас
Бургас (буг. Бургас) је четврти по величини град у Републици Бугарској, у југоисточном делу земље. Град је и седиште истоимене Бургаске области, где са пар приградских насеља чини засебну општину Бургас.
Град Бургас је познат као највећа бугарска лука на Црном мору, а ривијера око града је веомa значајна туристичка област у држави.

## Географија
Бургас се налази у југоисточном делу Бугарске. Од главног града Софије Бургас је удаљен око 410 km источно. Град је удаљен око 120 km јужно од другог важног града на бугарском приморју, града Варне.
Рељеф: Град Бургас се налази на стратешки и прометно важном положају на западној обали Црног мора. На овом месту црноморска обала је преко удолине у залеђу најбоље повезана са долином Марице, па је на овом месту од давнина постојала лука значајна за велико залеђе. Стари део Бургаса је на полуострву у истоименом заливу. Иако је град у равници северно и јужно од града се пружа горје. Источно се налази море, а западно од града се налазе Бургаска језера (Буг. езера).
Клима: Клима у Бургасу је блажа континентална са утицајем мора.
Воде: Бургас се налази на западној обали Црног мора. Град иначе представља и најзападнију тачку датог мора, која се налази у истоименом Бургаском заливу.

## Историја
На месту данашњег Бургаса се налазило старогрчко насеље Пиргос (Πύργος) на месту трачанске насеобине. У доба старог Рима овде се развило војно насеље Деулцијум (Deultum). Вековима је град био у сенци много значајнијег Несебара.
Током средњег века град је задржао грчки карактер. У 15. веку град је коначно пао под власт Османлија.
Године 1885. град је постао део савремене бугарске државе. Од тада град је потпуно променио изглед и добио црте „европског града“. Посебно је по развој града била изградња железничке везе са Софијом 1903. године.

## Становништво
По проценама из 2010. године град Бургас има око 200.000 становника, док градско подручје око 250.000 становника. Огромна већина градског становништва су етнички Бугари (око 85%). Остатак су Роми, Турци и Руси.
За разлику од већег дела државе, Бургас има позитиван раст становништва захваљујући великом приливу младог становништва због развоја привреде.
Огромна већина становништва су православне вероисповести, а мањина исповеда ислам.

## Привреда
Бургас је привредно средиште југоисточне Бугарске и једно од средишта привреде целе државе.
Индустрија: На северозападу града налази се и највећа хемијско-нафтна рафинерија на Балканском полуострву.
Саобраћај: У Бургасу постоји међународни аеродром и највећа поморска лука у држави.
Туризам: Град Бургас је средиште туристичке области, коју чини низ насеља северно и јужно од града, од којих су најпознатија: Сунчев Брег, Несебар, Поморије, Созопољ, Приморско, Царево.

## Градске знаменитости
- Регионални историјски музеј
- Етнографски музеј
- Уметничка галерија
- Здање опере
- Међународни фестивал фолклора

## Партнерски градови
- Сан Франциско
- Мишколц
- Вологда
- Батуми
- Ротердам
- Аксарај
- Омск
- Александруполис
- Гомељ
- Краснодар
- Саријер
- Јалова

## Галерија
- Саборни храм св. Ћирила и Методија
- Градска кућа Бургаса
- Зграда суда
- Здање бургаске опере
- Градски универзитет